# David Martín
David Martín Romero (Mairena del Aljarafe, 19 febbraio 1999) è un ciclista su strada spagnolo che corre per il team Burgos-Burpellet-BH; è professionista dal 2022.

## Palmarès
- 2020 (Eolo-Kometa U23, quattro vittorie)

1ª tappa Memorial Manuel Sanroma (Almagro > Almagro)
2ª tappa Memorial Manuel Sanroma (Almagro > Almagro)
Classifica generale Memorial Manuel Sanroma
Memorial Ángel Lozano
- 2021 (Eolo-Kometa U23, quattro vittorie)

Memorial Ángel Lozano
4ª tappa Vuelta a Castellón (Castellón de la Plana > Castellón de la Plana)
Gran Premio Primavera de Ontur
4ª tappa Volta a la Província de València (Moncada > Moncada)

### Altri successi
- 2019 (Bicicletas Rodríguez-Extremadura)

Classifica traguardi volanti Vuelta a Cantabria
- 2024 (Team Polti Kometa)

Classifica scalatori Tour du Poitou-Charentes

## Piazzamenti

### Classiche monumento
- Milano-Sanremo

2023: 160º

### Competizioni europee
- Campionati europei

Plouay 2020 - In linea Under-23: ritirato